# 蒙泰里纳尔多
蒙泰里纳尔多（義大利語：Monte Rinaldo），是意大利费尔莫省的一个市镇。总面积7.77平方公里，人口410人，人口密度52.8人/平方公里（2009年）。ISTAT代码为044046。